# Arctocebus calabarensis
Калабарський ангвантібо (Arctocebus calabarensis), також відомий як калабарський потто, є мокроносим приматом родини Lorisidae. Він поділяє рід Arctocebus із золотистим ангвантібо (Arctocebus aureus) і тісно пов'язаний з потто (Perodicticus potto) і лорі.

## Поширення
Калабарський ангвантібо живе в тропічних лісах Західної Африки. Він добре пристосовується та часто живе на сільськогосподарських угіддях. Його ареал охоплює Камерун, Нігерію та Екваторіальну Гвінею. Свою назву вид отримав від нігерійського міста Калабар.

## Опис
Калабарський ангвантібо важить від 266 до 465 грамів. Має помаранчево-жовте хутро на спині, сіре або біле хутро на животі та характерну білу лінію на лобі та носі. Як і інші лориди, цей ангвантібо має дуже короткий вказівний палець, що дозволяє йому міцно чіплятися за гілки дерев. Другий палець на кожній нозі має спеціальний кіготь, який ангвантібо використовує для догляду за хутром. Калабарський ангвантібо — єдиний примат, який має функціонуючу мигальну мембрану (третю повіку).
Калабарський ангвантібо веде нічний спосіб життя та живе на деревах. Він тримається на деревах значно нижче, ніж інші нічні примати у своєму ареалі, і зазвичай зустрічається на висоті від 5 до 15 метрів над землею. Він пересувається, дуже повільно лазячи по деревах, завжди хапаючись за гілки принаймні трьома своїми кінцівками одночасно. Вдень ангвантібо спить під густим листям, звисаючи з гілки.
Дієта калабарського ангвантібо складається в основному з комах, особливо гусениць, але він також їсть деякі фрукти. Він не цурається комах з сильним запахом, яких інші тварини відкидають. Перш ніж з'їсти гусінь, ангвантібо ретельно витирає її руками, щоб видалити отруйні ворсинки.
Зіткнувшись з хижаком, калабарський ангвантібо згортається в клубок, але тримає рот відкритим під пахвою. Якщо нападник продовжує надокучати, ангвантібо вкусить його й не відпустить.
Калабарський ангвантібо шукає їжу наодинці. Територія кожного самця перекриває територію кількох самок. Ангвантібо зміцнюють соціальні зв'язки через взаємний догляд та маркування запахами одне одного. Парування відбувається лише на завершальній фазі естрального циклу самиці і виконується, звисаючи головою вниз з гілки. Самиця народжує одне дитинча після періоду вагітності від 131 до 136 днів; дитинчата зазвичай народжуються між січнем і квітнем. Немовлята народжуються з відкритими очима і можуть відразу чеплятися за шерсть матері.

## В літературі
Калабарський ангвантібо разом зі своїм близьким родичем потто з'являється в романах Патріка О'Брайана Обрі–Матуріна. Стівен Матурін купує Calabar angwantibo під час своїх подорожей і стає «абсурдно прив'язаним» до нього.